# 阿頓 (城市)
阿頓，全稱為耀眼的阿頓，是埃及尼羅河西岸樂蜀附近底比斯墓地群的城市遺址，以太陽神阿頓為名。此地近三千年來保存相對完整，自2020年挖掘以來，它被認為是古埃及類似遺址中最大者，保存狀況堪比龐貝城。

## 歷史
阿頓約在阿蒙霍特普三世時期建立，即約3400年前。考古學家透過大量碑文確定此城歷史，其中一篇碑文寫道阿頓建於西元前1337年，時為阿肯那顿（阿蒙霍特普四世）當政。阿肯那顿於西元前1336年遷都阿瑪納並讓此城廢棄，原因不明。
目前發現的線索表明，阿頓後來由圖坦卡頓（圖坦卡門）統治。再到後來，在城市不同處的地層證明，此地直至科普特時期（西元3至7世紀）才再度有人居住。

## 發現
過去許多考古團隊皆嘗試找到阿頓，但都以失敗告終。阿頓大致位於拉美西斯三世神廟梅迪涅特哈布與阿蒙霍特普三世神廟之間，考古學家札希·哈瓦斯帶領團隊在2020年9月時發現了該城南部。
札希·哈瓦斯原先欲尋找圖坦卡門神殿遺跡，偶然間發現了阿頓，其為當時最大的行政、工業中心。
阿頓是阿蒙霍特普宮殿群馬爾卡塔的一部分，札希·哈瓦斯在2021年4月8日宣布確認阿頓的存在。埃及学家貝琪·布萊恩稱這是繼KV62圖坦卡門墓後埃及最重要的考古發現。

## 結構
阿頓目前已發現數個皺褶曲柄牆街區，當中包含一烘焙區，裡面有許多藝術、工業及日常用品。
考古團隊在阿頓發現3座不同的宮殿，而該城北部與墓園雖已被發現，但尚未挖掘。

## 地圖

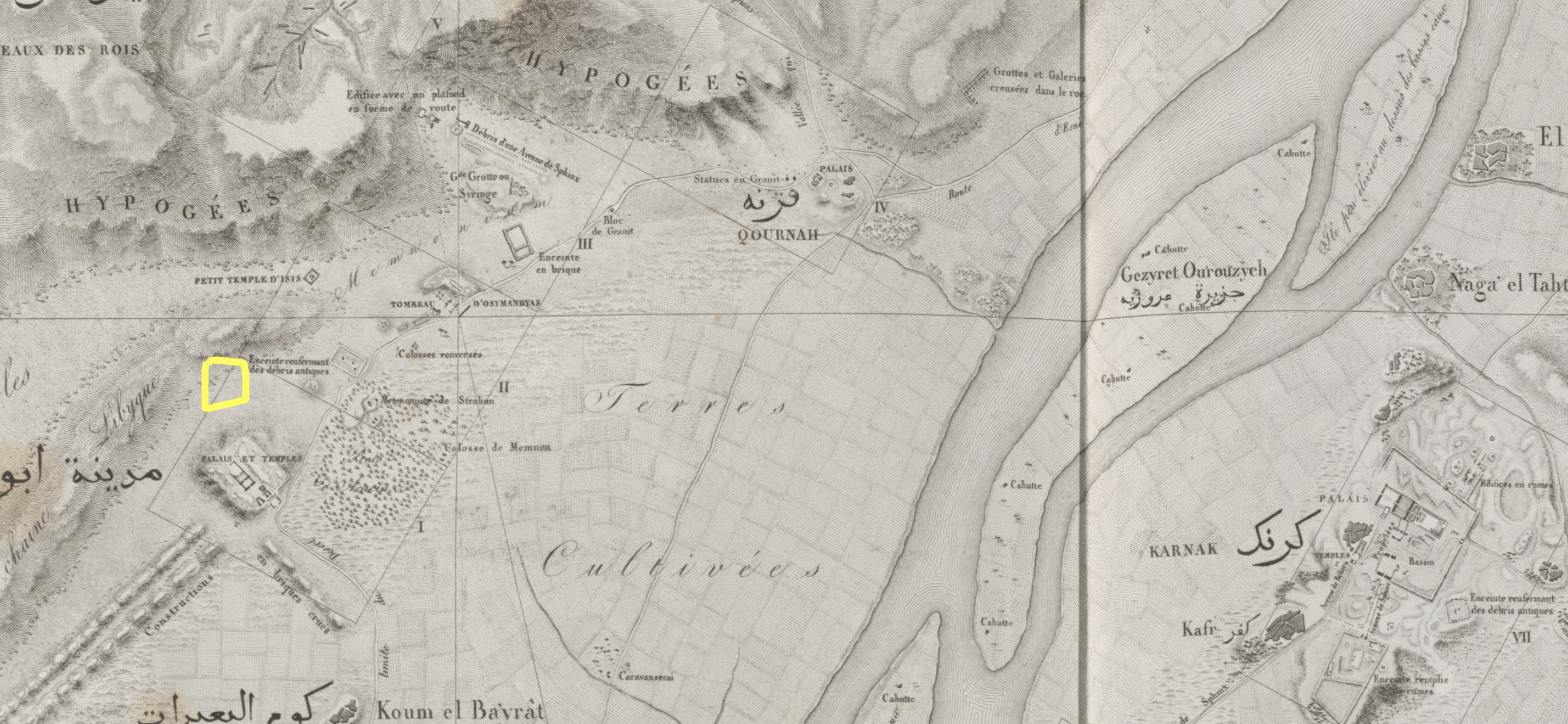
2020-21年發掘的阿頓城位置（黃圈處），與埃及記述地圖比較

## 另見
- 馬爾卡塔（英语：Malkata），又名「耀眼的阿頓」（The Dazzling Aten）